# Asbjørnsen et Moe
Cet article court présente un sujet plus développé dans : Peter Christen Asbjørnsen et Jørgen Moe.
Asbjørnsen et Moe sont deux auteurs fréquemment associés pour la publication de recueils de contes et légendes scandinaves.
Leur recueil Contes populaires norvégiens est  aussi connu sous le nom de « Asbjørnsen et Moe ».